# Santiago de Bougado
Santiago de Bougado (llamada oficialmente Bougado (Santiago)) era una freguesia portuguesa del municipio de Trofa, distrito de Oporto.

## Historia
Fue suprimida el 28 de enero de 2013, en aplicación de una resolución de la Asamblea de la República portuguesa promulgada el 16 de enero de 2013 al unirse con la freguesia de São Martinho de Bougado, formando la nueva freguesia de Bougado (São Martinho e Santiago).